# Chalala
Chalala là một thành phố và khu đô thị của quận Amreli thuộc bang Gujarat, Ấn Độ.

## Địa lý
Chalala có vị trí 21°25′B 71°10′Đ / 21,42°B 71,17°Đ Nó có độ cao trung bình là 160 mét (524 foot).

## Nhân khẩu
Theo điều tra dân số năm 2001 của Ấn Độ, Chalala có dân số 16.915 người. Phái nam chiếm 51% tổng số dân và phái nữ chiếm 49%. Chalala có tỷ lệ 69% biết đọc biết viết, cao hơn tỷ lệ trung bình toàn quốc là 59,5%: tỷ lệ cho phái nam là 76%, và tỷ lệ cho phái nữ là 62%. Tại Chalala, 12% dân số nhỏ hơn 6 tuổi.